# Źródło krasowe

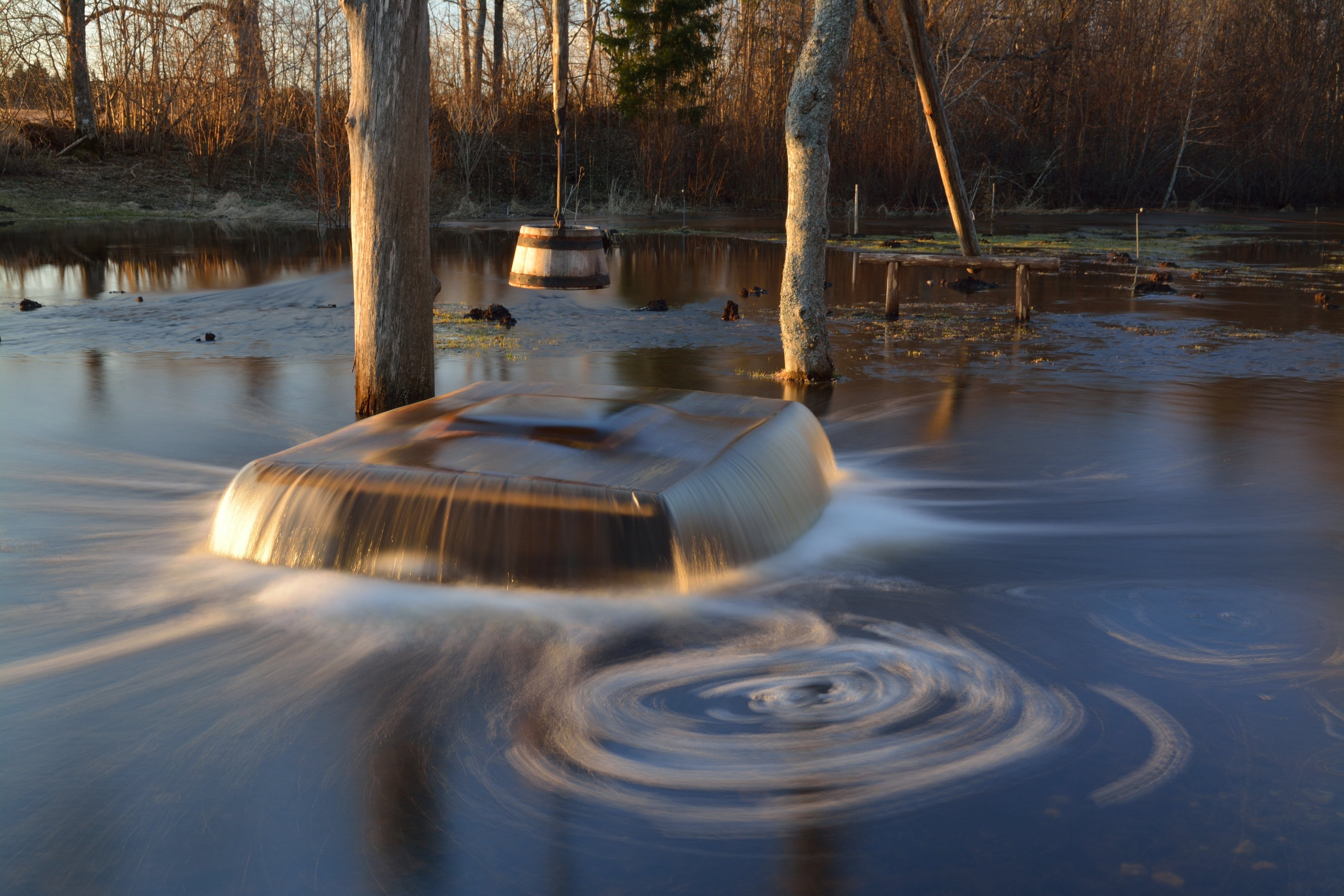
Źródło Czarownicy w Estonii

Źródło krasowe – stały lub okresowy wypływ wód krasowych na powierzchni terenu lub w jaskini krasowej. Zwykle charakteryzuje się znacznymi wahaniami wydajności w krótkich przedziałach czasowych.
Wśród źródeł krasowych wyróżnia się: wywierzyska i wypływy krasowe.